# António Carneiro de Sousa
António Carneiro de Sousa, terceiro conde da Ilha do Príncipe, (ca. 1680 — ca. 1755) foi um nobre português.

## Vida
Foi donatário da Capitania de Itanhaém por herança de seus pai, Francisco Carneiro de Sousa, descendente de Martim Afonso de Sousa.